# トクメイ希望
『トクメイ希望』（トクメイきぼう）は、フジテレビ系列で2007年に3回放送されたバラエティ特別番組。

## 概要
芸能人が最新鋭の特殊メイク技術を施して別人に扮し、一般人として行きたい場所を楽しむ。
一般人としての姿は本人が希望した有名人をモデルにメイクが行われる。
番組タイトルは「特殊メイク」の短縮語（トクメイ）と「匿名希望」を掛けたもの。

## 放送日
| 回数  | 放送日                   | 放送時間（JST） | 備考          |
| ----- | ------------------------ | --------------- | ------------- |
| 第1回 | 2007年1月4日（木曜日）   | 23:30 - 24:30   |               |
| 第2回 | 2007年4月24日（火曜日）  | 19:00 - 20:54   | 『カスペ!』枠 |
| 第3回 | 2007年10月23日（火曜日） | 19:00 - 20:54   | 『カスペ!』枠 |

## トクメイプロデューサー（スタジオ司会）
- つんく♂（シャ乱Q）

アシスタント
- 中村仁美（フジテレビアナウンサー）

## レギュラーゲスト
- 和田アキ子（第1回トクメイ希望者：黒人男性『ダーワ・コーキア』）

## スタジオゲスト
2007年1月4日
- 釈由美子
- 勝俣州和

2007年4月24日
- 和田アキ子
- 小泉孝太郎
- 勝俣州和
- 宮本和知
- 相田翔子
- 山崎裕太
- 片瀬那奈
- SHEILA

## トクメイ希望者
- 和田アキ子（黒人男性『ダーワ・コーキア』）
- つんく♂（たこ焼き屋の『フクちゃん』）
- モト冬樹（脚本家『倉木總』）

など

## スタッフ
- ナレーション：真地勇志
- 編成：松崎容子（フジテレビ）
- ディレクター：瀬戸宏章、坂本誉司、渡辺知明、小野哲司
- 演出：稲村健（ピボーテ）
- プロデューサー：正垣吉朗
- 技術協力：ニユーテレス、FLT、TDKコア、ヴェントゥオノ、インターナショナルクリエイティブ、砧スタジオ
- 美術協力：ル・オブジェ・アール・スタジオ
- 制作協力：ピボーテ
- 制作：フジテレビ、イースト